# Khalifa ibn Askar
Khalifa ibn Askar   (Nalut, 1878 - Ez Zauia, 20 de setembre de 1922) va ser un polític nacionalista libi.
Després de l'ocupació italiana de Líbia es va refugiar a Tunísia i des del novembre de 1914 va donar suport a la revolta dels sanussites; Khalifa va retornar a Líbia i va dirigir la rebel·lió al Jabal Nafusa on va dirigir a les tribus ibadites; els rebels sanussites van aconseguir notables èxits, i Khalifa va intentar fomentar una revolta a Tunis contra els francesos iniciant la lluita el setembre de 1915 amb forces de Tripolitana i el suport d'algunes tribus del sud tunisià anomenats els fellaga (singular fellag) que van atacar les posicions franceses a la frontera; les posicions de Dehibat, Tataouine i Remta foren atacades i els francotunisians van patir fortes pèrdues, però els fellaga no van poder ocupar cap de les posicions atacades. El 2 d'octubre tres mil rebels dirigits per Khalifa foren derrotats a Umm Swigh, i la calma va retornar per un temps però a la primavera del 1916 es van reprendre els combats; havent aconseguit artilleria, Khalifa va atacar Dehibat el 19 de juny de 1916 i després Remada, però el dia 28 de juny fou derrotat; posteriorment, fins al 1918, es van produir atacs menors; al final de la I Guerra Mundial es van dictar mesures de clemència amb els rebels. Khalifa va poder reunir-se amb la seva família que havia restat ostatge dels francesos.
El xeic Muhammad Fkayni, cap dels rijban de Líbia, va intentar prescindir de Khalifa que dirigia les tribus ibadites amazigues del Jabal Nafusa i va nomenar el seu amic Abu-l-Abbàs com a cap de la resistència a la zona; però Abu-l-Abbàs no estava capacitat, i aviat va haver de demanar ajut a Fkyani; aquest va atacar a Khalifa a Nalut i les diverses tribus van prendre partit per un o altre; Khalifa (amb suport dels mashashiyya, riyyana i awlad busaif) va derrotar els rijbans i els seus aliats (els zintan, els mahamid i els asaba) a Tardiyya el 23 de setembre de 1920 (matant al fill de Fkyani) però poc després fou derrotat per Fkyani a Siyah; la vila de Fassatu fou incendiada i Khalifa i al-Baruni van haver de fugir cap a la costa a la vila de Zuwara. Al-Baruni va convèncer a Khalifa de cooperar amb els italians a través del cap de les milícies libioitalianes Yusuf Kharbish; el general Rodolfo Graziani no oblidava el seu paper el 1914 i encara que li va prometre el perdó, quan es va presentar el va fer presoner i al cap de poc el va executar (octubre de 1920).